# لاكلان جونز
لاكلان جونز (بالإنجليزية: Lachlan Jones)‏ هو منافس ألعاب قوى أسترالي، ولد في 4 مارس 1977 في ملبورن في أستراليا.

## روابط خارجية
- لاكلان جونز على موقع النتائج التاريخية لألعاب القوى الأسترالية (الإنجليزية)